# Plooi (kleding)

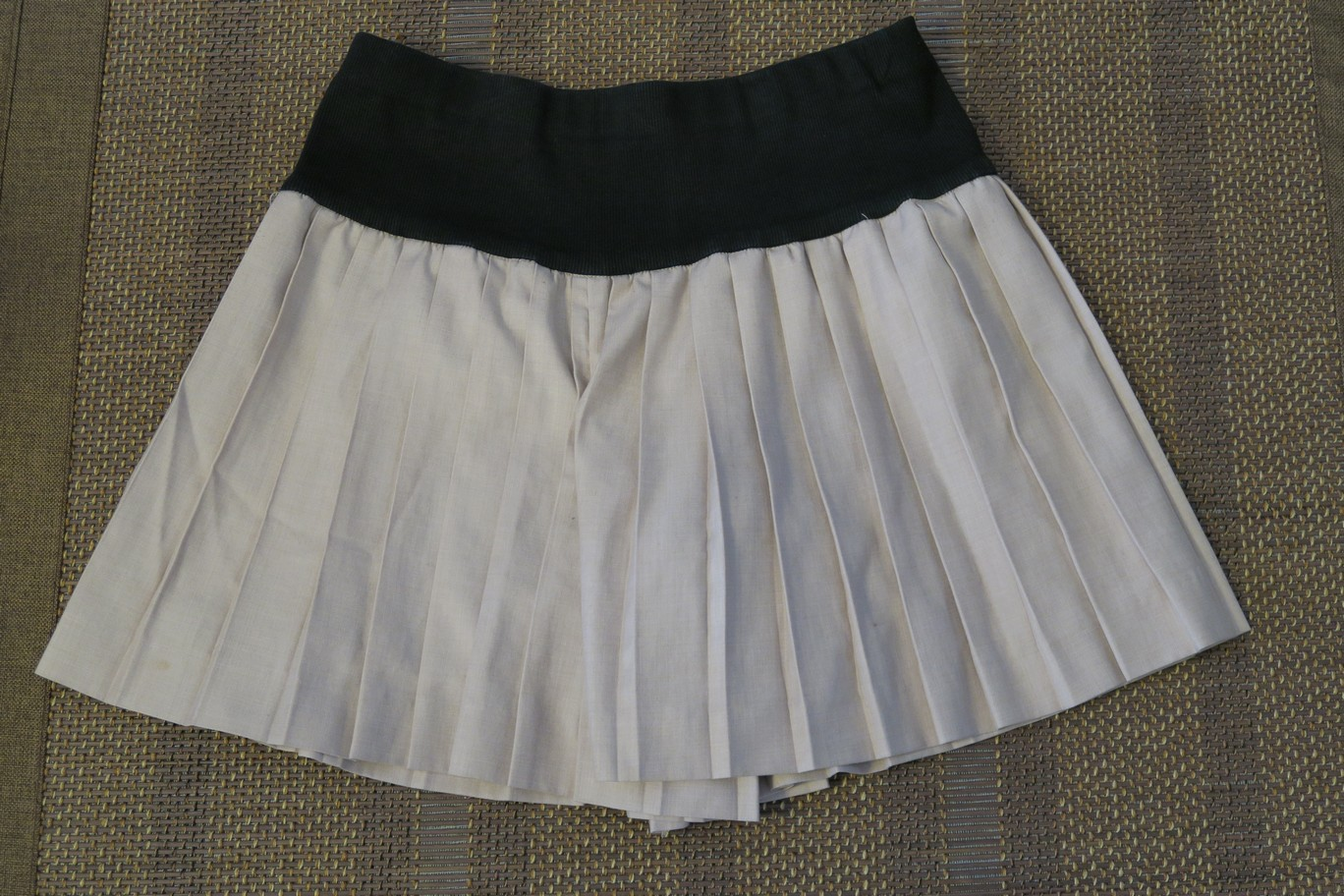
Een rokje met platte plooien met een scherpe vouw

Een plooi in een kledingstuk is een aan één zijde vastgenaaide vouw in de gebruikte stof. Een plooi dient ter versiering van een kledingstuk, maar ook voor het vormgeven van het model. Voor het maken van een kledingstuk met veel plooien is ook veel extra stof nodig.
Plooien worden in verschillende kledingstukken toegepast, zoals rokken, broeken, mouwen en kragen. Plooien worden ook in andere textieltoepassingen gebruikt, zoals in gordijnen.

## Soorten

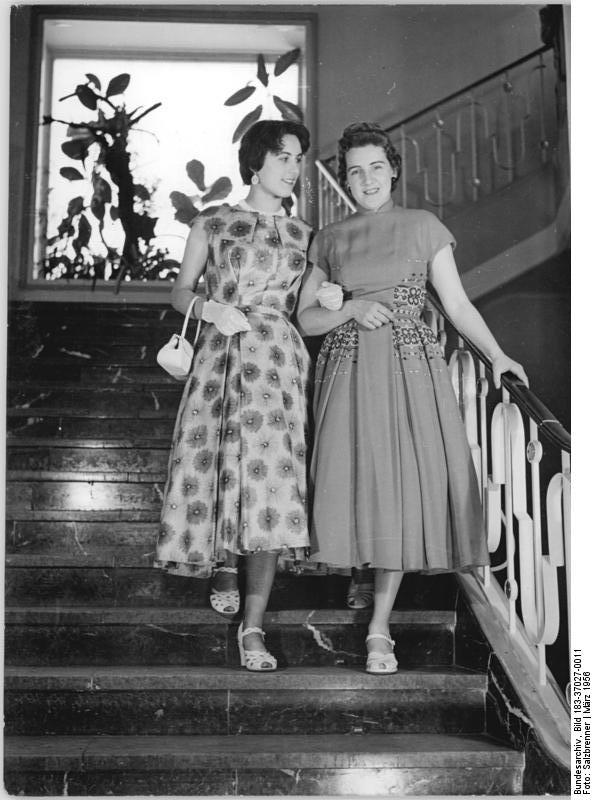
Vrouwen met jurken met dubbele plooien. Modebeeld uit de jaren vijftig van de twintigste eeuw.

Er bestaan verschillende soorten plooien:
- De platte plooi. Deze hebben meestal allemaal dezelfde richting, bijvoorbeeld rechts over links.
- De dubbele plooi. Deze wordt gemaakt door twee platte plooien naast elkaar te zetten, met verschillende richting, waarbij elk een vouw naar buiten heeft.
- De stolpplooi. Deze wordt ook gemaakt door twee platte plooien, maar dan met elk een vouw naar binnen.
- Een waaierplooi is een variant op de stolpplooi. Deze wordt gemaakt door meerdere plooien in elkaar te maken. Een waaierplooi is vooral mogelijk in dunne stof.[2]

Plooien kunnen na het naaien al dan niet geperst worden. Na het eventuele persen ontstaat een scherpe vouw. Een nog scherpere plooi kan verkregen worden door de stof vlak langs de rand vast te stikken.

## Plooi maken
Een plooi wordt in een kledingstuk gemaakt door deze eerst op de verkeerde kant van de stof te markeren, en vervolgens de plooien in de vorm te rijgen. Daarna wordt het kledingstuk gepast en worden eventueel aanpassingen gemaakt. De plooien worden vastgestikt en afgewerkt met bijvoorbeeld een rokband. Ten slotte wordt het kledingstuk geperst, waarbij het persen hetzij beperkt blijft tot het vastgenaaide deel, ofwel wordt de gehele plooi in een scherpe vouw geperst.

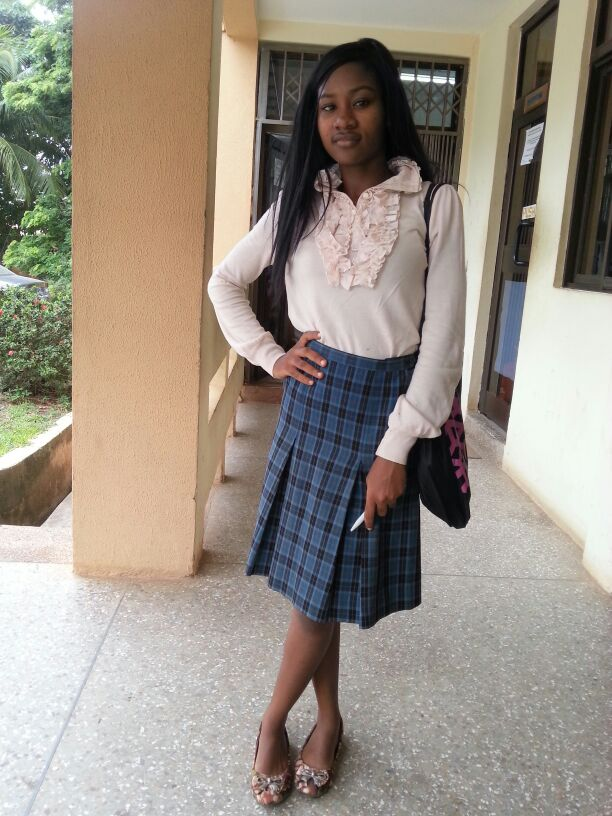
Een vrouw met een rok waarin twee stolpplooien te zien zijn